# Кузьмин, Илья Викторович
Илья Викторович Кузьми́н (род. 19 января 1972, Москва) — российский оперный и камерный певец (баритон), ведущий солист Московского Театра «Новая Опера» им. Е. В. Колобова.

## Биография
В 1991 году окончил Московское музыкальное училище им. Октябрьской революции (сейчас — МГИМ им. А. Г. Шнитке) по классу баяна.
В 1992 году поступил на вокальный факультет Тбилисской государственной консерватории им. В.Сараджишвили (класс профессора Дж. Лордкипанидзе). В 1995 году был переведен в Российскую академию музыки им. Гнесиных (класс профессора В. Н. Левко), которую окончил в 2000 году.
С 2000 года является солистом Московского Театра «Новая Опера» им. Е. В. Колобова, где дебютировал в заглавной партии в опере «Гамлет» А. Тома .
В 2010 году дебютировал в Большом театре России в опере В. А. Моцарта «Волшебная флейта», исполнив партию Папагено.
Имеет широкий камерный репертуар, в том числе такие произведения, как «Песни об умерших детях», «Песни странствующего подмастерья», «Rückert songs» (Г.Малер), «Отчалившая Русь» (Г.Свиридов), романсы Шумана, Чайковского, Рахманинова, Метнера, Глинки, Римского-Корсакова, программы русских народных и ямщицких песен.
По мнению музыкальной критики, особый успех певцу принесло исполнение вокального цикла «Зимний путь» Франца Шуберта на стихи Вильгельма Мюллера. С большим успехом исполняет песни военных лет.
В 2010 году являлся номинантом Российской национальной театральной премии «Золотая маска» за лучшую мужскую роль в опере (спектакль «Джанни Скикки» Московского Театра «Новая Опера» им. Е. В. Колобова).
Сотрудничает с Благотворительным Фондом поддержки музыкального искусства Елены Образцовой.

## Награды и премии
- лауреат Международного конкурса молодых оперных певцов им. Е. Образцовой (2003, Санкт-Петербург, III премия)[5].
- лауреат Международного конкурса «Бельведер» (2004, Вена, I премия))[6].

## Партии в спектаклях Московского театра «Новая опера» им. Е. В. Колобова
- «Гамлет» А. Тома (Гамлет)
- «Евгений Онегин» П. И. Чайковского (Онегин)
- «Травиата» Дж. Верди (Жорж Жермон)
- «Севильский цирюльник» Дж. Россини (Фигаро)
- «Пиковая дама» П. И. Чайковского (Елецкий)
- «Волшебная флейта» В. А. Моцарта (Папагено)
- «Свадьба Фигаро» В. А. Моцарта (Граф Альмавива)
- «Джанни Скикки» Дж. Пуччини (Джанни Скикки)
- «Золушка» Дж. Россини (Дандини)
- «Богема» Дж. Пуччини (Марсель)
- «Ромео и Джульетта» Ш.Гуно (Меркуцио)
- «Иоланта» П. И. Чайковского (Роберт)
- «Любовный напиток» Г. Доницетти (Белькоре)
- «Паяцы» Р. Леонкавалло (Сильвио)
- «Борис Годунов» М. П. Мусоргского (Андрей Щелкалов)
- «Снегурочка» Н. А. Римского-Корсакова (Мизгирь)
- «Каприччио» Р.Штрауса (Оливье)
- «DIDO» М. Наймана и Г. Пёрселла (Генри Боуман, Эней)
- «Игроки» Д. Д. Шостаковича (Утешительный)